# Harisa
Harisa  je zelo ostra rdeča začimba, ki izvira iz Tunizije, sedaj se uporablja v vseh severno afriških deželah.  
V Evropi je znana predvsem kot priloga kuskusu.  Lahko se jo uporabi kot začimbo za druge testenine ali kot dodatek juhi namesto tabasca.
V trgovinah se dobi v majhnih tubah.